# Геза Кадаш
Геза Кадаш (угор. Kádas Géza, 7 серпня 1926, Егер, Угорське королівство — 6 березня 1979, Будапешт, Угорська Народна Республіка) — угорський плавець, призер Олімпійських ігор, чемпіон Європи.
Геза Кадаш народився в 1926 році в Егері. У 1947 році завоював срібну медаль чемпіонату Європи. У 1948 році на Олімпійських іграх в Лондоні завоював бронзову медаль на дистанції 100 м вільним стилем та срібну медаль в естафеті 4×200 м вільним стилем. Також він виступив на дистанції 400 м вільним стилем, але там був лише 4-м. У 1952 році взяв участь в Олімпійських іграх у Гельсінкі, але не завоював медалей. У 1954 році став володарем золотої і бронзової медалей чемпіонату Європи.
Після завершення спортивної кар'єри працював заступником директора санаторію. У 1957 році через «активну участь» в революції 1956 року військовий суд засудив Кадаша до восьми років позбавлення волі за сфабрикованими звинуваченнями. Він відсидів чотири роки і був звільнений по амністії. Після звільнення жив в Егері, а з 1967 року в Будапешті. Працював різноробом.